# スペイン語技能検定
スペイン語技能検定（すぺいんごぎのうけんてい、スペイン語: Evaluación oficial del conocimiento de la lengua española）とは、公益財団法人日本スペイン協会が主催する、スペイン語に関する試験である。文部科学省後援。

## 概要

### 受験級
- 1級（プロ級）
- 2級（最上級）
- 3級（上級）
- 4級（中級）
- 5級（初級）
- 6級（入門）

### 試験日
- 春季 ： 6月中旬(1次)、7月下旬(2次)
- 秋季 ： 10月下旬(1次)、12月上旬(2次)